# Шахтарська сільська рада
| Шахтарська сільська рада — колишній орган місцевого самоврядування у Великоновосілківському районі Донецької області з адміністративним центром у с. Шахтарське. Сільській раді підпорядковані населені пункти: - с. Шахтарське - с-ще Золота Нива - с-ще Ясна Поляна |

## Склад ради
Рада складається з 16 депутатів та голови.

## Керівний склад сільської ради
| ПІБ                          | Основні відомості                                                         | Дата обрання | Дата звільнення |
| ---------------------------- | ------------------------------------------------------------------------- | ------------ | --------------- |
| Халабузар Леонід Миколайович | Сільський голова, 1950 року народження, освіта, член Партії регіонів      | 26.03.2006   | 31.10.2010      |
| Голеоглу Ігор Георгійович    | Сільський голова, 1971 року народження, освіта вища, член Партії регіонів | 31.10.2010   |                 |

Примітка: таблиця складена за даними джерела